# Рибар, Иван
Иван Рибар (хорв. Ivan Ribar; хорватское произношение: [ǐvan rîbaːr]; 21 января 1881 года — 2 февраля 1968 года) — югославский политический и военный деятель хорватского происхождения. Доктор права.

## Биография
Родился 21 января 1881 года в хорватском селе Вукманич (ныне — часть города Карловац), принадлежавшим тогда Австро-Венгрии. На протяжении истории Югославии занимал ряд ответственных государственных постов:
- Председатель Королевской Парламентской Ассамблеи (1920—1922)
- Председатель Исполнительного комитета Антифашистского веча народного освобождения Югославии (26 октября 1942 года — 4 декабря 1943 года)
- Председатель Президиума Временной Народной Скупщины (4 декабря 1943 года — 5 марта 1945 года)
- Председатель Президиума Народной Скупщины (29 декабря 1945 года — 14 января 1953 года).

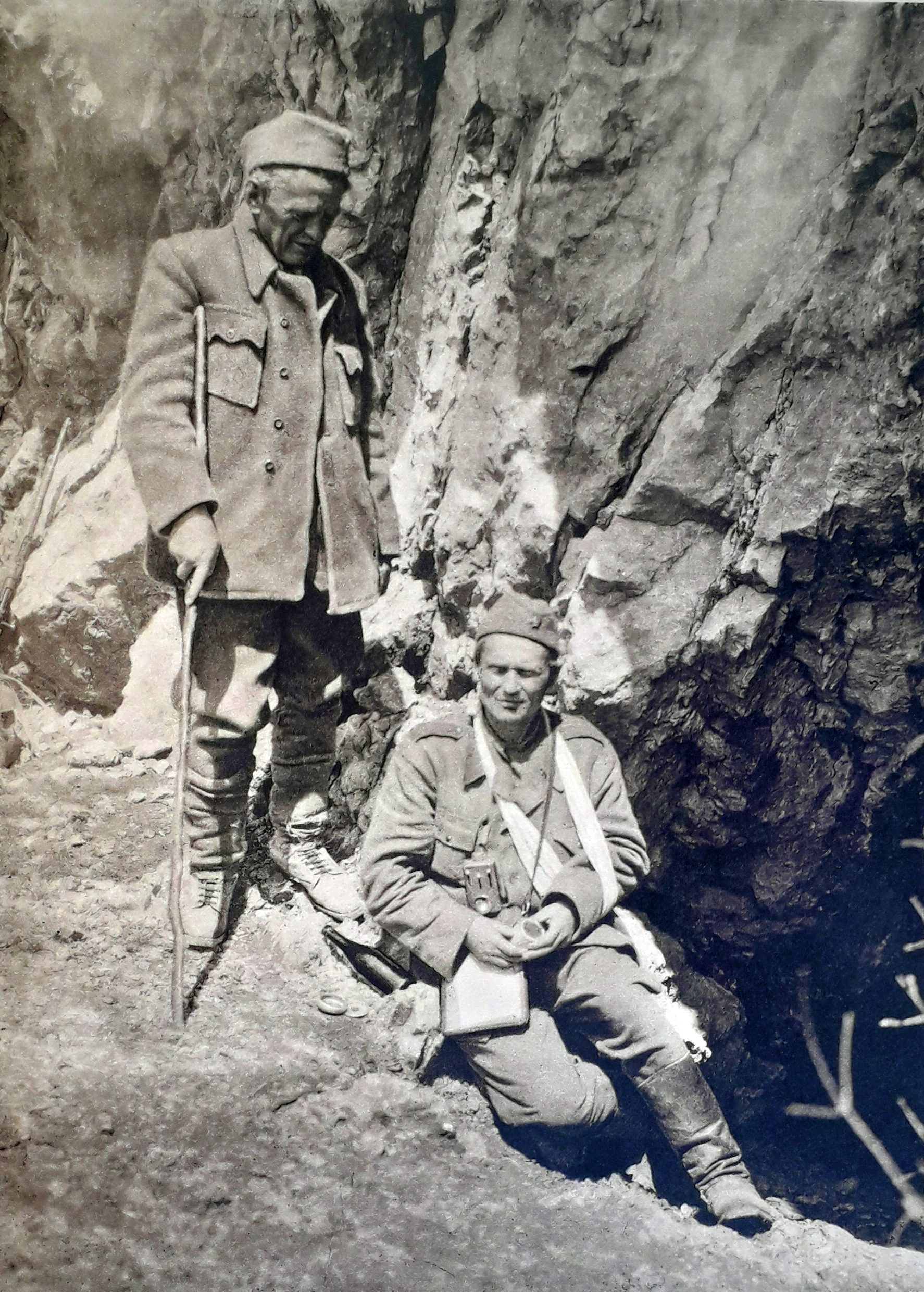
Иван Рибар (слева) и командующий Народно-освободительной армией Югославии Иосип Броз Тито во время битвы на Сутьеске.

Иван Рибар за своим рабочим столом

После установления отношений между СССР и королевской Югославией Иван Рибар возглавил инициативный комитет для создания Общества друзей Советского Союза. Рибар подал в полицию проект устава будущего Общества — на одобрение. Начальник отдела полиции Белграда ответил Рибару, что работа общества не будет одобрена, так как его организаторы придерживаются левых взглядов и близки к бывшей «Чёрной руке». По словам полицейского не было бы возражений, если бы инициаторами создания общества были Воя Янич или Мита Димитриевич. Рибар жаловался советскому представителю Плотникову, тот обратился к югославским властям, но общество так и не было создано.
Иван Рибар умер в Загребе в 1968 году, в возрасте 87 лет. Похоронен на кладбище Мирогой.

## Награды и звания
- Орден Героя Социалистического труда (1961);
- Орден Национального освобождения;
- Орден Югославского флага с золотым венком (дважды);
- Орден Партизанской звезды с золотым венком;
- Орден «За заслуги перед народом» с золотой звездой;
- Орден Братства и единства с золотой звездой;
- Почётный гражданин города Скопье.

## Семья
Был женат на Тонице Рибар, имел двух сыновей — Юрицу и Ивана-младшего. Жена и оба сына погибли во время Народно-освободительной войны Югославии. Его второй сын, Иван-младший, более известный под псевдонимом «Иво Лола», был главой Союза коммунистической молодёжи Югославии во время войны;, посмертно ему было присвоено звание Народного Героя Югославии.